# Starship Troopers (série télévisée d'animation)
Pour les articles homonymes, voir Starship Troopers.
Starship Troopers (Roughnecks: Starship Troopers Chronicles) est une série télévisée américaine d'animation en images de synthèse en 36 épisodes de 22 minutes diffusée entre le 30 août 1999 et le 3 avril 2000 en syndication dans le bloc BKN puis rediffusé sur Sci Fi Channel aux États-Unis et sur Teletoon (anglophone) au Canada.
En France, elle a été diffusée à partir du 8 novembre 2003 sur Télétoon du 13 novembre 2006 sur Europe 2 TV. Elle reste inédite dans les autres pays francophones.

## Synopsis
2078, Quand la colonie de Pluton est prise d'assaut par l'espèce extraterrestre des Arachnides, la Fédération, le gouvernement mondial humain, lance « l'Opération Désinsectisation » : au travers de la Section Intervention de la Coalition Organisée des Nations (SICON, Strategically Integrated Coalition Of Nations en VO), elle envoie ses forces armées défendre les bases de recherche installées sur Pluton, croyant à une simple infestation. Mais il s'avère rapidement que les Arachnides sont beaucoup plus intelligents et organisés que de simples insectes géants, ce qui amène la Fédération à s'engager dans la « Première guerre interstellaire ».
L'histoire suit les aventures de l'escouade alpha surnommée « Les Francs Tireurs de Razak » durant cette guerre. Le narrateur est Bobby Higgins, le journaliste correspondant de guerre affecté dans l'escouade. L'histoire commence alors que les Francs Tireurs accueillent trois nouvelles recrues : Johnny Rico, Dizzy Flores et Carl Jenkins. Au fil des missions, l'escouade en découvre plus sur les mystérieux et dangereux Arachnides.

## Distribution et personnages

### Personnages principaux: escouade alpha
- Jamie Hanes (VF : Gabriel Le Doze) : Lieutenant Jean Razak[notes 1] (11 août 2040 - 24 septembre 2080), chef de l'escouade alpha de l'infanterie mobile.
- David DeLuise (VF : Maurice Decoster) : Sergent Francis Brutto, vétéran de la Désinsectisation de Pluton.
- James Horan : Caporal « Doc » LeCroix, vétéran de la Désinsectisation de Pluton et médecin de l'unité.
- Bill Fagerbakke (VF : Emmanuel Karsen) : Caporal « Jeff » Gossard, vétéran de la Désinsectisation et technicien de l'unité.
- Rino Romano (VF : Damien Boisseau) : John T. « Johnny » Rico, nouvelle recrue.
- Elizabeth Daily (VF : Laurence Dourlens) : Isabel « Dizzy » Flores, nouvelle recrue.
- Rider Strong (VF : Vincent Ropion) : Carl Jenkins, nouvelle recrue. Il fait partie du corps des paranormaux.
- Alexander Polinsky (VF : Thierry Bourdon) : Robert « Bobby » Higgins, journaliste de Fed-Net (le réseau d'information et de propagande de la Fédération).

### Personnages secondaires
- Colonel T'Phai (VF : Marc Saez), chef militaire des Décharnés.
- Sky Marshall Sanchez (VF : Bruno Dubernat), commandant en chef de SICON.
- Général Miriam Redwing (VF : Colette Venhard), amie de Razak affectée au quartier général de SICON.
- Commandant Marlow (VF : Richard Leblond), capitaine du « Valley Forge ».
- Major Zander « Molosse » Barcalow (VF : Bruno Choël), pilote de la flotte fédérale.
- Lieutenant Carmen Ibanez (VF : Véronique Desmadryl), pilote de la flotte fédérale.
- Lieutenant Walker (VF : David Krüger), officier du renseignement militaire.
- Lieutenant Andrews, chef de l'escouade Cheyenne.
- Lieutenant Johnson, chef de l'escouade Delta.
- Lieutenant Ted Ross (VF : Constantin Pappas), chef de l’escouade Delta, successeur de Johnson.
- Lieutenant Norris (VF : Constantin Pappas), chef de l'escouade Eco.
- Lieutenant Bernstein (VF : Jean-François Aupied), chef de l'escouade Zebra.
- Lieutenant Rockford (VF : François Siener), chef de l'escouade Zoulou.
- Sergent Zim (VF : Marc Alfos), instructeur militaire de Rico, Dizzy et Carl.
- Soldat Eddy Flores, frère aîné de Dizzy.
- Soldat Max Brutto (VF : Christophe Lemoine), fils du sergent Brutto.
- Soldat Turco, affecté à l'escouade Zoulou.
- Docteur Sharaabi (VF : Laura Blanc), médecin-chef de l'hôpital de Zegema Beach.

 Source et légende : version française (VF) sur RS Doublage

## Fiche technique
- Titre original : Roughnecks: The Starship Troopers Chronicles
- Titre français : Starship Troopers
- Création : 1999 par Richard Raynis, Duane Capizzi et Jeff Kline
- Scénario : Basé sur le roman Étoiles, garde-à-vous ! de Robert Heinlein
- Editeur de l'histoire : Marsha F. Griffin
- Créatures et personnages conçus par : Fil Barlow
- Musique : Jim Latham et Wayne Boon
- Production : Paul Verhoeven, Richard Raynis, Jeff Kine et Audu Paden
- Sociétés de distribution (télévision) : BKN et Columbia Pictures
- Pays d'origine :  États-Unis
- Langue originale : Anglais américain
- Genre : Animation, Science-fiction

 Sauf indication contraire, les informations mentionnées dans cette section peuvent être confirmées par la base de données cinématographiques IMDb,  présente dans la section « Liens externes ».

## Épisodes

### Opération Pluton (The Pluto Campaign)
| № | Titre    | Réalisation                        | Scénario                           | Infographie     |
| --- | -------- | ---------------------------------- | ---------------------------------- | --------------- |
| 1 | Partie 1 | Audu Paden et Christopher Berkeley | Marsha F. Griffin et Duane Capizzi | Kevin Kipper    |
| L'escouade alpha part défendre une base scientifique sur Pluton. Ils tombent dans un piège tendu par les Arachnides.                                     |          |                                    |                                    |                 |
| 2 | Partie 2 | David Hartman                      | Thomas Pugley et Greg Klein        | P.J. Foley      |
| Carmen et Zander se crashent sur Pluton près de la base scientifique qu'ils devaient évacuer. L'escouade alpha se porte à leur secours.                  |          |                                    |                                    |                 |
| 3 | Partie 3 | Jay Oliva                          | Jennifer Levin                     | Michael Stetson |
| Alors qu'Higgins se forme au maniement des armes, l'escouade alpha est appelée à la rescousse de l'escouade Victor qui est encerclée par les Arachnides. |          |                                    |                                    |                 |
| 4 | Partie 4 | Sam Liu                            | Marsha F. Griffin                  | Dave Morton     |
| Le lieutenant Walker du renseignement militaire charge l'escouade alpha de capturer un bébé Plasma.                                                      |          |                                    |                                    |                 |
| 5 | Partie 5 | Sam Liu                            | Michael Kramer                     | P. J. Foley     |
| L'escouade alpha participe à une grande opération pour localiser le centre de commandement parasite de Pluton.                                           |          |                                    |                                    |                 |

### Opération Hydora (The Hydora Campaign)
| № | Titre    | Réalisation     | Scénario        | Infographie     |
| --- | -------- | --------------- | --------------- | --------------- |
| 6 | Partie 1 | David Hartman   | Steve Berman    | Kevin Kipper    |
| Le vaisseau spatial « Valley Forge » poursuit un Transporteur parasite à travers l'espace jusqu'à la planète Hydora dans la Constellation de la Vierge. L'escadron alpha est envoyé en reconnaissance pour savoir si Hydora est la planète d'origine des parasites.                                               |          |                 |                 |                 |
| 7 | Partie 2 | Vincent Edwards | Dan Gordon      | Dave Morton     |
| L’escouade alpha prête main-forte à l’escouade zébra qui est en difficulté après sa rencontre avec une nouvelle espèce de parasite, les Ripplers. |          |                 |                 |                 |
| 8 | Partie 3 | David Hartman   | Dave Clark      | Dave Morton     |
| L’escouade alpha en mission de reconnaissance en territoire ennemi tombe sur un nid d'une variante encore plus dangereuse de Rippler avec des millions d'œufs prêt à éclore. |          |                 |                 |                 |
| 9 | Partie 4 | Andre Clavel    | Andrew Robinson | Michael Stetson |
| L’escouade alpha doit retrouver deux escouades disparues sur Hydora et rencontre une espèce aquatique de parasite, les Tigres d'eau. |          |                 |                 |                 |
| 10 | Partie 5 | Sam Liu         | Jules Dennis    | P. J. Foley     |
| L’escouade alpha retrouve le lieutenant Ted Ross, chef de l’escouade delta, à demi conscient. Tous ses hommes eux, ont mystérieusement disparus. Mais alors qu'ils tentent de découvrir ce qui s'est passé, ils découvrent le parasite secret derrière l'intelligence et l'organisation stupéfiantes de l'ennemi. |          |                 |                 |                 |

### Opération Tophet (The Tophet Campaign)
| № | Titre    | Réalisation   | Scénario                  | Infographie       |
| --- | -------- | ------------- | ------------------------- | ----------------- |
| 11 | Partie 1 | Jay Oliva     | Tom Pugsley et Greg Klein | Michael Stetson   |
| En mission de reconnaissance sur Tophet, l'escadron alpha rencontre une nouvelle civilisation extraterrestre : les Décharnés. S'ils semblent amicaux, il s'avère bien vite qu'ils sont alliés aux Arachnides. |          |               |                           |                   |
| 12 | Partie 2 | Sean Song     | Tony Schillaci            | Chris Zapara      |
| Menant une mission de reconnaissance à bord d'un hovercraft, le lieutenant Razak et le soldat Higgins tombent sur une colonne arachnide constituée d'une nouvelle espèce lance-flammes. Mais alors que la flotte se prépare à une frappe nucléaire tactique, ils se crachent sur Tophet en pleine zone de tir.                                                            |          |               |                           |                   |
| 13 | Partie 3 | Alan Caldwell | Steve Melching            | Ron Herbst        |
| L'escouade alpha doit s'emparer d'une passe utilisée pour ravitailler les forces d'invasion Arachnides afin que SICON puisse déplacer ses propres troupes. Elle est aidée dans cette mission par un cyborg de guerre, dont la logique froide ne plaît pas du tout aux Troopers. Higgins se donne alors pour mission d'enseigner au cyborg ce que c'est d'être un Trooper. |          |               |                           |                   |
| 14 | Partie 4 | Sean Song     | Geoff Miller              | David Morton      |
| L'escouade alpha est capturée par les Décharnés, qui veulent les soumettre à un interrogatoire mené par le Cerveau parasite. Pendant leur détention, ils sont rejoints par un petit animal indigène, surnommé Sparky, qui pourrait bien leur offrir une porte de sortie.                                                                                                  |          |               |                           |                   |
| 15 | Partie 5 | Sean Song     | Tom Pugsley et Greg Klein | Emile Edwin Smith |
| Lors d'un affrontement avec des parasites lance-flammes, l'escouade Alpha capture le colonel T'Phai, chef militaire des Décharnés. En l'interrogeant, ils découvrent comment les Arachnides ont vassalisé les Décharnés. |          |               |                           |                   |

### Opération Tesca (The Tesca Campaign)
| № | Titre    | Réalisation   | Scénario       | Infographie       |
| --- | -------- | ------------- | -------------- | ----------------- |
| 16 | Partie 1 | Alan Caldwell | Jon Weisman    | Kevin Kipper      |
| La campagne victorieuse sur Tophet a permis à SICON de signer une alliance avec les Décharnés, peuple autrefois vassal des Arachnides, pour lutter contre les parasites. Mais le prix fut lourd: Carl Jenkins, le télépathe de l'escouade alpha, se retrouve plongé dans le coma. Pour le remplacer, SICON assigne le colonel T'Phai, ancien chef militaire des Décharné, à l'unité de Razack, ce qui n'est pas du tout du goût des Troopers en raison du rôle, involontaire, joué par le Décharné dans la perte de Jenkins                                                    |          |               |                |                   |
| 17 | Partie 2 | Michael Chang | Carry Bates    | Michael Stetson   |
| Après avoir fait ses preuves lors de la prise de Zegema Beach, tête de pont sur la planète Nemerosa du système Tesca, le colonel T'Phai est globalement accepté au sein de l'escouade alpha. Mais Johnny Rico n'est pas près de l'accepter, lui en voulant toujours pour Jenkins. Mais au cours d'une mission de reconnaissance, les membres de l'escouade alpha disparaissent les uns après les autres, capturés par les Para-Spiders, ne laissant plus que Rico et T'Phai. Les ennemis vont devoir apprendre à travailler ensemble s'ils veulent sauver leurs frères d'arme. |          |               |                |                   |
| 18 | Partie 3 | Alan Caldwell | Michael Reaves | Emile Edwin Smith |
| Au cours d'une patrouille de routine, Gossard est blessé à l'œil par un Para-Spider; c'est Johnny Rico qui doit piloter l'un des deux maraudeurs de l'unité pour une mission visant a localiser un Cerveau. Si l'escouade ne localise pas le cerveau, elle identifie en revanche un nid faisant office de laboratoire génétique. Mais au cours de la mission, Johnny est séparé du groupe, attaqué par un Para-Spider et gravement blessé au point de sombrer dans le coma. |          |               |                |                   |
| 19 | Partie 4 | Jay Oliva     | Greg Weisman   | P.J. Foley        |
| Une tempête tropicale approche de la plage. Elle menace de rayer de la carte la base de Zegema, ce qui provoque une évacuation du site. Cependant l'état de Rico, plongé dans le coma, lui interdit tout déplacement. Au cours de la tempête, se remémore ses classes avec le sergent instructeur Zim. |          |               |                |                   |
| 20 | Partie 5 | Sean Song     | Lydia Marano   | Kevin Kipper      |
| Rico est sorti du coma mais il se met à entendre des parasites là où personne d'autre n'arrive à les entendre. Les médecins pensent que son traumatisme est plus profond qu'il n'y parait et qu'il faut lui effacer la mémoire pour le soigner. |          |               |                |                   |

### The Zephyr Campaign
Les épisodes 21, 22, 23, 24 et 25 sont inédits en France, toutefois le DVD allemand contient la version française.

### Opération Klendathu (The Klendathu Campaign)
| № | Titre    | Réalisation   | Scénario                  | Infographie     |
| --- | -------- | ------------- | ------------------------- | --------------- |
| 26 | Partie 1 | David Hartman | Tom Pugsley et Greg Klein | Kevin Kipper    |
| Alors qu'elle est en mission de surveillance lors d'un voyage interstellaire à bord du « Valley Forge », l'escouade Alpha découvre que le major Barcalow a été infecté par les Arachnides : Il est devenu un mutant. |          |               |                           |                 |
| 27 | Partie 2 | Alan Caldwell | Tony Somo                 | P.J. Foley      |
| La SICON planifie l'attaque générale de la planète mère des Arachnides : Klendathu. Brutto étant paralysé des jambes, il doit quitter l'escouade Alpha. Rico le remplace comme sergent de l'unité.                   |          |               |                           |                 |
| 28 | Partie 3 | Jay Oliva     | Cade Chilcoat             | Michael Stetson |
| L'escouade Alpha est affectée à un fortin avancé. Elle est attaquée par une nouvelle espèce Arachnide. |          |               |                           |                 |
| 29 | Partie 4 | Sean Song     | Lana Runnels Patti        | Eric Hance      |
| À la suite du crash de leur vaisseau loin derrière les lignes ennemies, l'escouade Alpha se retrouve isolée. Elle subit alors un assaut frontal.                                                                     |          |               |                           |                 |
| 30 | Partie 5 | David Hartman | Tony Schillaci            | P.J. Foley      |
| Les parasites s'enfoncent dans leurs galeries souterraines pour ne pas subir les bombardements de l'aviation du SICON. L'escouade Alpha est choisie pour éliminer la reine des Arachnides de Klendathu.              |          |               |                           |                 |

### Trackers
L'épisode 31 est inédit en français.

### Opération Invaders (The Homefront Campaign)
| № | Titre    | Réalisation                                 | Scénario        | Infographie                                 |
| --- | -------- | ------------------------------------------- | --------------- | ------------------------------------------- |
| 32 | Partie 1 | André Clavel                                | Jules Dennis    | Kevin Kipper                                |
| Après la mort de la reine Parasite, l'escouade Alpha est renvoyée sur Terre. Elle y découvre une zone suspecte dans le Dakota du Nord.                                                                            |          |                                             |                 |                                             |
| 33 | Partie 2 | Vincent Edwards                             | Tim Schlattmann | Kevin Kipper, Michael Kimmel et John Karner |
| L'escouade Alpha est envoyée à Buenos Aires pour détruire un nid parasite. |          |                                             |                 |                                             |
| 34 | Partie 3 | Alan Caldwell, Vincent Edwards et Sean Song | Greg Weisman    | Montana Joe Lawson                          |
| Les stratèges fédéraux découvrent que les Arachnides ont creusé d'énormes galeries souterraines sous la ville de San Francisco.                                                                                   |          |                                             |                 |                                             |
| 35 | Partie 4 | Sam Liu                                     | Jon Weisman     | Emilie Edwin Smith                          |
| À la suite de la mort du lieutenant Razak, ses amis se réunissent pour lui rendre un dernier hommage au Luna Lake dans l'Arizona.                                                                                 |          |                                             |                 |                                             |
| 36 | Partie 5 | Vincent Edwards                             | Tony Schillaci  | P.J. Foley                                  |
| Le quartier général de la SICON à Honolulu est attaqué. L'escouade Alpha du lieutenant Rico est envoyée sur place. Deux nouveaux membres intègrent l'escouade : le sergent Zim et Max, le fils du sergent Brutto. |          |                                             |                 |                                             |

## Réception
Le site Allociné confère au film une note moyenne de 3 sur une échelle de 5 et le site Internet Movie Database une note moyenne de 7,6 sur 10.

## Le livre, le film et la série
La série reprend très peu d'éléments de la trame narrative du livre. Elle s'inspire essentiellement du film. Seules la présence d'armures robotisées et les méthodes de débarquement (avec des capsules personnelles) rapprochent la série du livre par rapport au film.
L'aspect des Arachnides et les principaux personnages (Zander Barcalow, Dizzy Flores, Carmen Ibanez, Carl Jenkins, Jean Razak, Johnny Rico et Charlie Zim) sont issus du film.

## DVD
Après l'arrêt de la série, Columbia Pictures édite les différentes campagnes en DVD.

### États-Unis
1. The Pluto Campaign (13 mars 2001)[3]
2. The Hydora Campaign (19 février 2002)[4]
3. The Tophet Campaign (19 février 2002)[5]
4. The Tesca Campaign (18 septembre 2001)[6]
5. The Zephir Campaign (19 août 2003)[7]
6. The Klendathu Campaign (28 mai 2002)[8]
7. Trackers (1er juin 2004)[9]
8. The Homefront Campaign (28 mai 2002)[10]
9. The Complete Campaigns (5 juillet 2005 - Intégrale)[11]

### France
1. Opération Pluton (9 avril 2003)[12]
2. Opération Hydora (20 août 2002)[13]
3. Opération Tophet (20 août 2002)[14]
4. Opération Tesca (27 novembre 2001)[15]
5. Opération Klendathu (17 septembre 2002)[16]
6. Opération Invaders (17 septembre 2002)[17]